# 양태이
양태이(1999년 12월 6일~)는 대한민국의 컬링 선수이다.
2018년 태평양-아시아 컬링 선수권 대회에서  금메달, 2020년 세계 주니어 컬링 선수권 대회에서 은메달을 각각 획득했다.